# Stenia signatalis
Stenia signatalis là một loài bướm đêm trong họ Crambidae.